# Venäjänjärvi
Venäjänjärvi är en sjö i kommunen Ruokolax i landskapet Södra Karelen i Finland. Sjön ligger 83,3 meter över havet. Arean är 1,45 kvadratkilometer och strandlinjen är 9,28 kilometer lång. Sjön  ingår i Vuoksens huvudavrinningsområde.   Den ligger omkring 32 km norr om Villmanstrand och omkring 230 km nordöst om Helsingfors. 
I sjön finns ön Varpaluoto. Venäjänjärvi ligger norr om Kutveleen Kanava, en farled i Saimen. 